# Наказание (фильм, 1920)
«Наказание» (англ. The Penalty, 1920) — американский немой художественный фильм режиссёра Уолласа Уорсли.

## Сюжет
Молодой врач доктор Феррис, пытаясь спасти жизнь подростку, пострадавшему в автокатастрофе, ампутирует ему обе ноги до колена. Его более опытный коллега, осмотрев пациента, приходит в ужас и говорит, что Феррис поспешил: можно было обойтись и без ампутации и не ломать жизнь ребенку. Мальчик, очнувшийся от наркоза, слышит этот разговор и рассказывает о нём родителям. Ему, однако, никто не верит: спасая репутацию молодого врача, опытный доктор убеждает родителей подростка, что ампутация была необходима, а услышанный мальчиком разговор почудился тому под влиянием наркоза.
Проходит 27 лет. Безногий калека по прозвищу Близзард сосредоточил в своих руках управление всей организованной преступностью Сан-Франциско. Полиция пытается внедрить в его банду осведомителя, чтобы разведать его планы. Близзард собрал в своём доме девушек-танцовщиц из городских клубов и зачем-то заставляет их вязать соломенные шляпы. Под видом одной из таких девушек в дом проникает агент полиции Барбара Нелл. Близзард замечает, что Нелл музыкально образована, и приглашает её к себе — он любит играть на рояле, но ему нужно, чтобы кто-то нажимал на педали. Нелл становится фавориткой Близзарда и получает возможность обыскать его кабинет. Он ценит её за тонкое понимание музыки, а она постепенно очаровывается его тёмным обаянием.
За прошедшие годы доктор Феррис стал одним из самых известных хирургов Сан-Франциско. Его дочь Барбара увлекается скульптурой. Феррис не одобряет её увлечения и надеется, что Барбара выйдет замуж за его помощника Уилмота Аллена. Барбара обещает Аллену, что ответит на его предложение согласием, однако перед этим она хочет сделать скульптуру «Павший Дьявол» и даёт в газетах объявление, что ищет для этой работы натурщика. Увидев это объявление, Близзард понимает, что получил долгожданный шанс отомстить доктору Феррису. Он приходит к Барбаре, и она начинает лепить «Павшего» с него. Близзард демонстрирует глубокое знание искусства и дает Барбаре несколько профессиональных советов, которые приводят её в восторг. Доктор Феррис рассказывает дочери, кто такой Близзард и как он связан с их семьёй, однако Барбара проникается к Близзарду ещё большим сочувствием.
Барбара Нелл в это время обнаруживает потайной ход из кабинета Близзарда в обширный подвал, где находится склад оружия. Рядом оборудована операционная. Барбара передаёт в полицию донесение, однако люди Близзарда убивают её связного и перехватывают записку.
Узнав о том, что Нелл — агент полиции, Близзард решает её убить, однако не хочет остаться без помощницы и откладывает решение. Он продолжает позировать Барбаре Феррис и через некоторое время решает, что его влияние на неё непреодолимо. Он признается ей в любви, однако Барбара встречает его признание нервным смехом. Разъярённый Близзард теряет над собой контроль. Барбара испугана его вспышкой. 
Близзард наконец раскрывает приближённым свой план: через три месяца он готовит грандиозное ограбление всех банков Сан-Франциско. Для этого в пригородах будет поднято вооружённое восстание эмигрантов (для них подготовлено оружие, а узнавать друг друга повстанцы должны по соломенным шляпам), организованы взрывы и поджоги. Полиция, пожарные и армия будут брошены на подавление беспорядков и тушение пожаров, а центр города останется беззащитен. Близзард рассказывает о своём участии в ограблении так, как будто у него есть ноги. Это тоже часть его плана: он заманивает доктора Ферриса и Аллена к себе, убедив их в том, что похитил Барбару, и предлагает Феррису пересадить ему ноги Аллена. Феррис соглашается — у него тоже есть план.
Полиция в это время проводит рейд и захватывает дом Близзарда. В операционной их встречает Феррис — он сделал Близзарду операцию, однако не ту, на которую Близзард рассчитывал. Вместо пересадки ног он провёл операцию на мозге и убрал осколок черепа, который со времен аварии давил на мозг и делал из Близзарда законченного негодяя. Преступник перестаёт быть социопатом, не отвечающим за свои действия. Феррис и инспектор заключают джентльменское соглашение: решают дать Близзарду шанс жить честно. Барбара любит Близзарда, они готовятся пожениться. Однако прошлое настигает его: бывшие приятели, боясь, что он их выдаст полиции, подстреливают Близзарда как предателя. Он умирает на руках у Барбары Нелл со словами «Судьба приковала меня ко Злу — за это я должен понести своё Наказание… Это великая загадка. Возможно, я ухожу, чтобы найти решение. Не плачь, дорогая — смерть мне интересна».

## Значение
Фильм стал поворотным в карьере Лона Чейни, раскрыв его как выразительного и удивительно пластичного актера. Коммерческий успех «Наказания» сделал его одним из самых востребованных драматических актеров немого кино.

## Релиз
- Премьера фильма в США состоялась в августе 1920 года.

## Интересные факты
- В роли безногого Близзарда Лон Чейни снимался с тесно прибинтованными ногами и надетыми на колени специальными устройствами, которые создавали полное впечатление, что у него нет ног ниже колен, но причиняли ему серьёзную боль. Из-за пережатых артерий эти устройства нужно было снимать не реже, чем раз в 10 минут.
- При первом релизе фильм заканчивался дополнительным эпизодом, в котором Лон Чейни спускался по лестнице на собственных ногах. Эпизод был добавлен, чтобы дать зрителям понять, что Близзарда играл актёр, у которого всё в порядке с ногами. При повторном выпуске на экран этот эпизод был убран. Однако в самом фильме присутствуют два маленьких эпизода, когда Близзард, рассказывая сообщникам план ограбления и, очевидно, замечтавшись, невольно представляет себя на двух ногах — решительно руководя иммигрантами, он стоит перед арсеналом и на ступенях казначейства. Лейтенант вскакивает, со словами: «Вы говорите как человек, который может ходить! Вы просто спятили!» На что Близзард, заливисто расхохотавшись, отвечает: «Возможно — но нет безумия без успеха».